# Emanuel Löffler
Emanuel Löffler (Meziříčko, 29 dicembre 1901 – Praga, 5 agosto 1986) è stato un ginnasta cecoslovacco.

## Palmarès

### Olimpiadi
- Argento a Amsterdam 1928 nel volteggio.
- Argento a Amsterdam 1928 nel concorso a squadre.
- Bronzo a Amsterdam 1928 negli anelli.